# James Gregory (scrittore)
James Gregory (7 novembre 1941 – 2003) è stato uno scrittore sudafricano.
Fu per molti anni l'ufficiale responsabile della censura nel carcere di Robben Island e la guardia carceraria di Nelson Mandela nella sua lunga prigionia.

## Biografia
Gregory scrisse il libro Goodbye Bafana: Nelson Mandela, My Prisoner, My Friend, sul quale è stato basato il film del 2007 Il colore della libertà - Goodbye Bafana.
Nella sua autobiografia, Lungo cammino verso la libertà, Mandela parla di Gregory in due occasioni. La prima durante la sua detenzione alla Pollsmoor Prison:
La seconda volta che Mandela parla di Gregory nella sua autobiografia è a proposito del giorno in cui fu scarcerato nel 1990:
Il video del Making Of per il film Il colore della libertà - Goodbye Bafana contiene un'intervista di Nelson Mandela nella quale parla di James Gregory:

## Critiche
Le affermazioni di Gregory sono state contestate da uno dei biografi di Mandela, Anthony Sampson: egli afferma che Gregory faceva finta di essere amico di Mandela in carcere, in modo che potesse fare soldi. Secondo Sampson, lo stretto rapporto descritto nel libro di Gregory, Goodbye Bafana, era una costruzione, perché in realtà parlava poco con Mandela. Gregory controllava le lettere che Mandela scriveva al futuro presidente Frederik Willem de Klerk, conoscendo così i dettagli della vita personale di Mandela, grazie ai quali poté vendere il libro Goodbye Bafana.
Sampson afferma che Mandela considerò di citare in giudizio Gregory, ma si astenne dal farlo quando il Dipartimento di Prigione prese le distanze dal libro di Gregory. Sampson afferma che altri secondini gli dissero, durante alcune interviste, che sospettavano Gregory di spionaggio per conto del governo.
Mandela invitò Gregory al suo insediamento come Presidente della Repubblica del Sud Africa, evidentemente avendolo perdonato come ha fatto col presidente emerito Pieter Willem Botha e il suo procuratore Percy Yutar, che cercò di farlo condannare a morte al processo di Rivonia Trial.